# Bob's

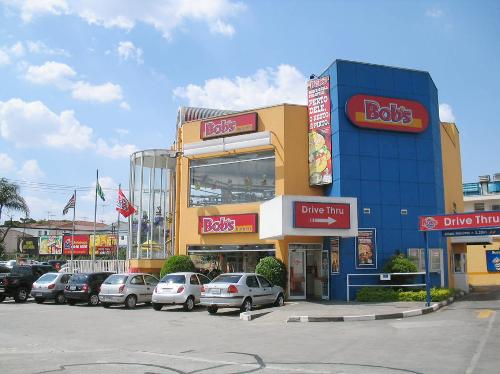
店舗外観

Bob's（ボブズ）は、ブラジルのファーストフードチェーン。アメリカ合衆国出身のテニス選手で、1948年のウィンブルドン選手権優勝者であり、ブラジルに帰化したロバート・ファルケンバーグが1951年に創業した。名称はファルケンバーグの愛称「ボブ」にちなむ。
当初は、ファルケンバーグ・ソルヴェチス（Falkenburg Sorvetes）という名前でバニラアイスクリームのみを売っていた。
1952年にリオデジャネイロ市のコパカバーナで「Bob's」の名称で第1号店が開店し、この店ではホットドッグ、ハンバーガー、ミルクセーキ、サンデーを扱った。
ファルケンバーグは1972年に経営権を売り、これ以後は一貫してブラジル人により経営されることとなる。
1984年にフランチャイズ制を採用し、以後、チェーン網を大きく広げることとなる。現在ではブラジル国内の26州の内24州に店舗が存在し、国外では、ポルトガルやアンゴラにも進出している。
現在の商品構成はハンバーガーを中心としており、マクドナルドと似通ったものとなっている。
代表的な商品は、オボマルチンを混ぜたミルクセーキである。